# Ranoidea lesueuri
Ranoidea lesueuri – gatunek płaza bezogonowego z podrodziny Pelodryadinae w rodzinie rzekotkowatych (Hylidae). 
Żaby te występują na południowo-wschodnim wybrzeżu Australii – w południowo-wschodniej części stanu Nowa Południowa Walia i wschodniej połowie stanu Wiktoria.